# Brnjac
Brnjac (en serbe cyrillique : Брњац) est un village de Serbie situé sur le territoire de la Ville de Loznica, district de Mačva. Au recensement de 2011, il comptait 539 habitants.

## Démographie
| 1948 | 1953 | 1961 | 1971 | 1981 | 1991 | 2002 | 2011 |
| ---- | ---- | ---- | ---- | ---- | ---- | ---- | ---- |
| 871  | 920  | 881  | 772  | 773  | 773  | 631  | 539  |

|  |